# Death of a Clown
Death of a Clown är en låt komponerad mestadels av Dave Davies, men även hans bror Ray Davies från gruppen The Kinks. Låten utgavs som solosingel av Dave Davies 1967, men medtogs också på The Kinks studioalbum Something Else by the Kinks samma år. Även singelns b-sida "Love Me Till the Sun Shines" var komponerad och sjungen av Dave Davies. Låten kom att bli en hit i flera länder i Europa, och framgången gjorde att Dave Davies funderade på att lämna The Kinks för en solokarriär. Han lade dock planerna på hyllan efter att uppföljaren "Susannah's Still Alive" bara blev en mindre hit, och efterföljande singlar inte uppmärksammades alls.
Dave Davies har berättat att han skrev låten som en reaktion på artistlivet. Trots att han nått framgång som musiker och levde nattklubbsliv i London kände han sig inte tillfreds med sitt liv, och jämförde sig med en exploaterad clown på cirkus. Davies har också berättat om den rädsla han kände för clowner som barn, då han fann det obehagligt att masken dolde något.

## Listplaceringar
| Lista (1967)   | Position         |
| -------------- | ---------------- |
| Danmark        | 14 (DR "Top 20") |
| Flandern       | 5                |
| Irland         | 6                |
| Nederländerna  | 2                |
| Norge          | 7                |
| Nya Zeeland    | 10               |
| Spanien        | 10               |
| Storbritannien | 3                |
| Vallonien      | 16               |
| Västtyskland   | 3                |
| Österrike      | 8                |